# Mario Garcia (Designer)

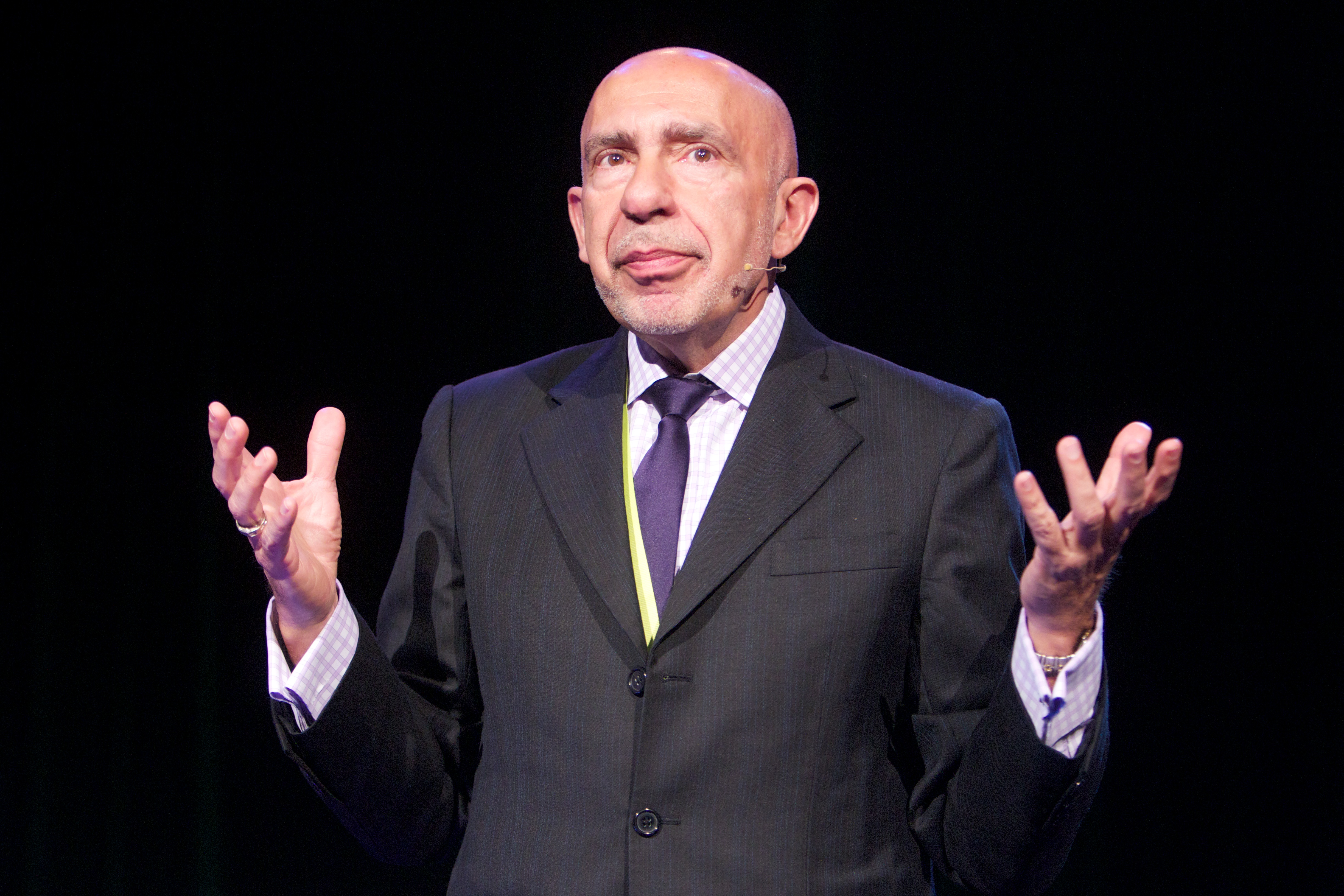
Mario Garcia, 2011

Mario R. García (* 15. Februar 1947 in Placetas, Las Villas, Kuba) ist ein US-amerikanischer Zeitungs- und Zeitschriftendesigner.

## Werdegang
In den letzten dreißig Jahren arbeitete er mit über 450 Medien zusammen. Garcia redesignte unter anderem: Wallstreet Journal, Miami Herald, Handelsblatt, Die Zeit, Paris Match und die Salzburger Nachrichten.
1977 wurde er Leiter der Newhouse School of Public Communications an der Syracuse University im US-Bundesstaat New York. Damit ist er Nachfolger von Edmund Arnold, „Vater“ des modernen amerikanischen Zeitungsdesigns. Garcia war der erste Empfänger des Lifetime Achievement Award der Society for News Design. Die Publikumszeitschrift People en Español zählte ihn 2006 zu den 100 einflussreichsten Hispanics.